# Shareeka Epps
Shareeka Epps (* 11. Juli 1989 in Brooklyn, New York) ist eine US-amerikanische Schauspielerin.

## Biografie
Shareeka Epps wuchs im New Yorker Stadtteil Brooklyn auf. Im Jahr 2004 wurde die junge Afroamerikanerin an ihrer Schule von den beiden Independentfilmemachern Ryan Fleck und Anna Boden entdeckt, die nach einer Hauptdarstellerin für ihr Filmprojekt Gowanus, Brooklyn Ausschau hielten. Der 19-minütige Kurzfilm, angesiedelt in der gleichnamigen Brooklyner Nachbarschaft, stellt die schüchterne dreizehnjährigen Drey in den Mittelpunkt, die dem Drogenkonsum ihres weißen Junior-High-School-Lehrers (gespielt von Matt Kerr) auf die Spur kommt. Gowanus, Brooklyn war Erfolg bei Kritikern beschieden und wurde u. a. 2004 auf dem Sundance Film Festival preisgekrönt. Zwei Jahre später machten sich Fleck und Boden daran den Stoff neu aufzubereiten und als Spielfilm unter dem Titel Half Nelson mit Ryan Gosling als desillusionierten Geschichts- und Sportlehrer zu verfilmen. Erneut wurde Shareeka Epps mit der weiblichen Hauptrolle der Drey betraut und der Independentfilm entwickelte sich 2006 in den USA zum Überraschungserfolg bei Kritikern und Publikum. Für ihr Spielfilmdebüt, das von der New York Times als „großartige, dezente Leistung“ gelobt wurde, „deren Kraft aus der Zurückhaltung ihres Spiels“ herrühre, erhielt Epps u. a. den Preis der Filmkritikervereinigung von Boston als beste Nebendarstellerin. Bei der Verleihung der Independent Spirit Awards 2007 triumphierte sie über so etablierte Schauspielerinnen wie Catherine O’Hara (Es lebe Hollywood) oder Robin Wright Penn (Sorry, Haters) und wurde als beste Hauptdarstellerin ausgezeichnet.
Shareeka Epps besuchte die Binghamton High School im Bundesstaat New York, wo sie sich dem Tanz widmet und unter anderem an der schuleigenen Produktion des Musicals Les Misérables mitwirkte. 2007 wirkte sie auch in Noah Buschels Drama Neal Cassady, das auf dem Leben des gleichnamigen US-amerikanischen Autors (1926–1968) basiert, mit.

## Filmografie (Auswahl)
- 2004: Gowanus, Brooklyn (Kurzfilm)
- 2006: Half Nelson
- 2007: Neal Cassady
- 2007: Aliens vs. Predator 2
- 2008: Four
- 2009: The Winning Season
- 2009: Mütter und Töchter (Mother and Child)
- 2011: Yelling To The Sky

## Auszeichnungen
Black Reel Awards
- 2007: nominiert in den Kategorien Beste Nebendarstellerin und Best Breakthrough Performance für Half Nelson

Boston Society of Film Critics Awards
- 2006: Beste Nebendarstellerin für Half Nelson

Chicago Film Critics Association Awards
- 2006: nominiert als Beste Nachwuchsdarstellerin für Half Nelson

Broadcast Film Critics Association Awards
- 2007: nominiert als Beste Nachwuchsdarstellerin für Half Nelson

Gotham Awards
- 2006: Breakthrough Award für Half Nelson

Independent Spirit Awards
- 2007: Beste Hauptdarstellerin für Half Nelson

Online Film Critics Society Awards
- 2007: nominiert in der Kategorie Best Breakthrough Performance für Half Nelson